# Psychogénéalogie
La psychogénéalogie est une pseudoscience développée dans les années 1970 par Anne Ancelin Schützenberger selon laquelle les événements, les traumatismes, les secrets et les conflits vécus par les ascendants d'un individu conditionnent ses faiblesses constitutionnelles, ses troubles psychologiques, ses maladies, voire ses comportements étranges ou inexplicables. Elle s'est fondée sur ses propres observations et aussi sur des concepts issus de la psychanalyse, de la psychologie, de la psychothérapie et de la systémique. Cette pratique clinique a été théorisée par d'autres psychanalystes, Iván Boszormenyi-Nagy ou Didier Dumas. Elle puise ses sources dans l'œuvre de Nicolas Abraham et de Mária Török.
Cette approche fait l'objet de critiques sur plusieurs plans. Cette pratique n'a fait preuve ni de son efficacité ni de ses bases scientifiques et les dérives sectaires sont pointées par plusieurs associations, notamment en raison des risques de faux souvenirs induits liés aux pratiques de certains praticiens.

## Approches

### Approches scientifiques
Des recherches scientifiques explorent la possibilité de transmission intergénérationnelle via l'étude de comportement transmis de parents à descendants. Des études réalisées sur des souris, montrent que "des souris exposées à des odeurs associées à un danger transmettent à leur descendance la crainte de ces odeurs.
En 2015, une étude menée par des chercheurs de New York et du Max Planck Institute of Psychiatry (en) montre une altération épigénétique. Les auteurs ont étudié la présence d'effets sur la protéine FKBP5 (en) (une protéine de la famille des Immunophilines, impliquée dans la réaction immunitaire) à la fois chez des survivants de l'Holocauste et leurs enfants, mais pas sur les groupes témoins. Cela pourrait illustrer un traumatisme psychologique ayant un effet intergénérationnel observable biologiquement. Néanmoins, il n'y a aucune certitude actuellement sur cette interprétation.

### Approches psychanalytiques

#### Nicolas Abraham et Maria Török
Les psychanalystes Nicolas Abraham et Maria Török ont publié en 1978 un ouvrage intitulé L'Écorce et le Noyau. Ils y présentent les concepts de « crypte » et de « fantôme ». C'est en étudiant les cas de personnes ayant fait certains actes ou prononcé certaines paroles « comme si quelque chose ou quelqu'un avait agi à travers elles à ce moment » qu'ils émirent l'hypothèse qu'un « fantôme transgénérationnel » s'exprimait à travers eux. Un fantôme est présenté comme une structure de l'impensé généalogique de l'individu. Le fantôme d'un patient serait créé par l'existence d'un secret, d'un non-dit, d'un acte inavouable, d'un traumatisme, non métabolisé dans le psychisme de celui qui l'a vécu et resté du domaine du refoulé. Les membres des générations successives verraient à certains moments un « fantôme psychique » se manifester par des actes ou des paroles manquées. Nicolas Abraham et Maria Török parlent de transmission psychique transgénérationnelle. Les descendants de porteurs de cryptes seraient, selon eux, « les lacunes laissées en nous par les secrets des autres ».

#### Françoise Dolto
En France, la pédiatre et psychanalyste Françoise Dolto suggère, dans les années 1970, que les enfants héritent des troubles non résolus de leurs parents, ainsi que de leurs dettes inconscientes à l'égard des générations précédentes.
Parallèlement, les thérapies familiales se développent sur le modèle américain de l'école systémique de Palo Alto : elles mettent l'accent sur le milieu familial pour mieux appréhender les troubles d'un ou plusieurs de ses membres, et s'appuient sur ce contexte familial pour amorcer la guérison.

#### Didier Dumas
Didier Dumas est formé en psychanalyse freudienne et figure parmi les pionniers de l’analyse transgénérationnelle se basant sur les apports des traditions anciennes et chamaniques, sur la clinique des enfants et les théories psychanalytiques de ses prédécesseurs, il cherche à répondre aux manques freudiens notamment par l'apport du transgénérationnel.

#### Serge Lebovici
Serge Lebovici a travaillé sur ce qu'il a nommé les mandats transgénérationnels, et l'arbre de vie des patients.

#### Serge Tisseron
Serge Tisseron, qui est psychanalyste, a par ailleurs étudié la question de la transmission des images mentales entre les générations. Il développe une hypothèse de l'ordre de la psychogénéalogie à propos de l'œuvre d'Hergé dans son ouvrage Tintin et le secret d'Hergé.
Serge Tisseron affirme qu’« il faut tenir compte du passé familial pour analyser les difficultés du présent plutôt que, comme les psychogénéalogistes, chercher les origines des troubles présents dans le passé familial ».
Il s'oppose au phénomène d'anniversaire développé par Anne Ancelin Schützenberger. Un événement du passé pouvant tout à fait se reproduire à une même date dans la vie d'un individu du présent sans qu'il faille y voir un déterminisme généalogique.

### Approches psychiatrique et en psychologie clinique

#### Travaux d'Ivan Boszormenyi-Nagy
Psychiatre hongrois né en 1920 et l'un des pères de la thérapie familiale, Ivan Boszormenyi-Nagy a introduit le concept de « loyauté familiale invisible ». Il a travaillé sur les notions de « justice », d'« équité » au sein de la famille, de « légitimité constructive et destructive » des enfants envers leurs parents et de « parentification ».
Le système familial demeure en équilibre tant que la justice et l'équité régissent les relations entre les membres du clan. Ces règles permettent à l'affection et au respect d'exister. Mais, si cette justice vient à manquer, si elle est remplacée par la mauvaise foi ou une exploitation quelconque de l'autre, alors apparaissent les sentiments d'injustice, de ressentiment, de compétitivité. Des dettes émotionnelles restent impayées, et la culpabilité sous-jacente vient saper l'équilibre familial, tandis que d'autre part surviennent rancœurs et colères refoulées. Le « grand livre des comptes » des crédits et débits n'est pas en balance et, selon la loi des loyautés familiales, une série de problèmes peut survenir, transmis de génération en génération, comme des accidents, maladies, haines ataviques, etc.

#### Anne Ancelin Schützenberger
Anne Ancelin Schützenberger est à l'origine une psychologue de l'université de Nice et aurait été la principale créatrice, avec l'Américain Jacob Levy Moreno de la psychogénéalogie dans les années 1970, bien que le terme ne soit utilisé que depuis les années 1980. Ses thèses « transgénérationnelles » sont diffusées par le livre Aïe, mes aïeux !.
Elle invente le concept du « syndrome d'anniversaire », supposant que les individus sont la résultante de leur histoire familiale sur plusieurs générations, les faits marquants de la vie des ancêtres rejaillissant sur les générations suivantes. Elle affirme que les individus sont dans une boucle de répétition des événements dont seule l'analyse des arbres généalogiques permettrait de comprendre les agissements et d'en sortir. Elle démontre ses idées à l'aide du génosociogramme (ou génogramme) : sorte d'arbre généalogique qui permet de schématiser et visualiser facilement l'histoire d'une famille au sens large. Le génosociogramme est établi sur plusieurs générations, réalisé avec le consultant en plusieurs temps, et sur la base de conventions graphiques. Il permet d'appréhender la nature des liens entre les différents membres de la famille ainsi que les dates et événements importants pour le travail d'exploration transgénérationnel.
Anne Ancelin Schützenberger a publié avec Ghislain Devroede Ces enfants malades de leurs parents, recueil de cas cliniques significatifs de non-dits transgénérationnels. Dans de nombreux cas, c'est le corps de l'enfant, du petit-enfant ou de l'arrière-petit-enfant, quel que soit son âge, qui s'exprime pour l'ancêtre blessé et qui « parle » pour les traumatismes qu'il a subis.

### Précédents
Quelques psychanalystes et médecins avaient déjà développé des théories imputant l'origine des maladies somatiques à des causes psychologiques (Georg Groddeck, Richard Sünder, Henri Laborit)[réf. souhaitée], précédents non cités par le fondateur de la psychogénéalogie.

#### Constellations familiales
La constellation familiale est issue d'une méthode développée dans les années 1990 par Bert Hellinger, psychanalyste et psychothérapeute allemand. Celui-ci a travaillé pendant une quinzaine d'années comme «missionnaire-enseignant» en Afrique du Sud, chez les Zoulous. Peu après il s'est intéressé à la Gestalt, à l'analyse transactionnelle selon les travaux d'Éric Berne.
Les constellations sont la mise en jeu spontanée de la configuration familiale d'un membre d'un groupe par les autres participants. Cette méthode est basée sur la théorie que l'inconscient collectif groupal peut faire émerger la solution aux maux de la famille, et c'est l'inconscient qui est sollicité comme étant le lieu de la solution. Chacun des participants sollicités laisse monter en lui les mots, mouvements corporels, émotions, et les manifeste sans les jouer, menant ainsi le groupe familial vers la source du mal et, de ce fait, vers sa solution. Le thérapeute accompagne ce qui se passe avec le moins de directivité possible et laisse les participants, guidés par leur intuition, s'exprimer au travers de ressentis, d'émotions, de verbalisations, de changements de position dans l'espace, etc.
À signaler cependant que le concept des constellations familiales s'est d'abord développé en Allemagne, en construisant une méthode éloignée de la psychogénéalogie. Ce concept se base en fait en grande partie sur les acquis de la thérapie familiale systémique, introduite dès les années 1950 aux États-Unis par Gregory Bateson et Don Jackson à la tête d'un collège de participants qui sera appelé plus tard l'École de Palo Alto. Les constellations familiales, développées dans les années 1990 reprennent ainsi les concepts-clefs développés par les premiers acteurs du courant familial systémique (donné et reçu dans les relations, appartenance, attachement, loyauté et parentification, etc.).
Quant à la technique elle-même, on y retrouve aussi les axes d'intervention proposés par les thérapeutes familiaux. Samai Fosat et Gérard Fossat, pionniers de l'introduction en France des constellations familiales, ont par exemple expliqué que le psychothérapeute qui intervient sur la représentation spatiale du système familial utilise entre autres choses l'approche dite « de partialité multi-directionnelle » formulée à l'origine par Boszormenyi-Nagy : le thérapeute se projette mentalement à la place de chacun des membres représentés. Il utilise le principe de l’égal traitement ou de l’égal respect de la dignité des individus représentés, permettant aussi la prise de parole pour le personnage monstrueux. Il favorise donc la reconnaissance du contexte, la reconquête de la gratitude mutuelle et de la confiance par le biais d’un processus pragmatique tentant une réconciliation.
Dans la pratique en France, certains acteurs utilisant les constellations familiales se sont aussi occupés de mémoires transgénérationnelles et se sont dès lors rapprochés de la psychogénéalogie. Elles constituent des actes plus que symboliques qui permettraient alors de résoudre rapidement les conflits transgénérationnels, libérant ainsi les générations futures qui ne les reproduiront plus selon la « loyauté familiale invisible », suivant ce qu’Anne Ancelin Schützenberger a découvert (cf. Aie mes aïeux !). Cette loyauté devenant visible, elle permet à celui qui en est le gardien de choisir consciemment ce qui lui convient et de ne plus exprimer à ses dépens des programmes familiaux souffrants qui y sont liés.

## Critiques

### Critiques associatives
Un rapport 2007 de la Mission interministérielle de vigilance et de lutte contre les dérives sectaires (Miviludes) met en garde contre la pratique des faux souvenirs induits de certains praticiens. Il existe également des associations antisectes mettant en garde contre des praticiens pouvant détourner les outils de la psychogénéalogie à des fins personnelles. Les conséquences peuvent être : le rejet de la famille, des parents, de déclenchement de procès pour viol, le divorce... Le plus souvent, il s'agit de pratiques liées à des dérives sectaires.

### Critiques médicales
La grande majorité des praticiens en psychogénéalogie n'a pas suivi de formations universitaires sanctionnées par un diplôme et reconnues par le Conseil de l'Ordre des médecins de France. À ce titre, ils ne peuvent être reconnus comme médecins.

### Critiques scientifiques
Géraldine Fabre, dans une perspective zététique à travers l'analyse des travaux de Anne Ancelin Schützenberger et de Salomon Sellam, met en question les démonstrations de la psychogénéalogie. Notamment, elle démontre que la probabilité mathématique de trouver des correspondances de dates avec ses ancêtres peut être élevée et conteste que les exemples avancés seuls puissent avoir valeur de démonstration.
Nicolas Gauvrit, mathématicien et psychologue membre de l'Association française pour l'information scientifique reprend ces arguments et les développe. En décortiquant les bases de la psychogénéalogie, il montre qu'elles sont à chercher dans la psychanalyse et dans la numérologie. Selon Gauvrit, les inspirateurs de la psychologénéalogie seraient Carl Gustav Jung et Ryke Geerd Hamer. Enfin, il déclare qu'après 40 ans d'existence, la psychogénéalogie n'a pas fait la preuve de son efficacité, et que les seuls arguments avancés sont des témoignages informels.
Nicolas Gaillard analyse cette thérapie avec la rigueur de la démarche scientifique dans « Les illusions de la psychogénéalogie » (éditions Mardaga). Éducateur spécialisé et cofondateur du CORTECS (Collectif de recherche transdisciplinaire esprit critique et sciences) l’auteur revient aux origines de la psychogénéalogie pour en présenter les méthodes et les rouages, avant d’en proposer une critique rigoureuse. Il met en lumière la vacuité des publications et les aspects contestables, voire dangereux de cette psychothérapie. Enfin, s’appuyant notamment sur des calculs statistiques, il démontre que les thèses défendues par les théoriciens de la psychogénéalogie ne résistent pas à l’épreuve de la démarche scientifique. C’est, à ce jour, l’ouvrage le plus complet sur la critique de la psychogénéalogie[réf. nécessaire].